# Rinaldo Orsini (arcivescovo)

Stemma Orsini

Rinaldo Orsini (... – 3 luglio 1510) è stato un arcivescovo cattolico italiano della potente famiglia romana, arcivescovo di Firenze dal 1474 al 1508, dopo Pietro Riario.

## Biografia
Era figlio di Jacopo Orsini, signore di Monterotondo e di Maddalena Orsini dei signori di Bracciano.
Ebbe l'arcivescovado di Firenze (28 gennaio 1474) grazie all'interessamento dei Medici, essendo essi imparentati con gli Orsini con il matrimonio di Lorenzo il Magnifico e Clarice Orsini (1469).
Concesse le prime Costituzioni a stampa del Capitolo fiorentino nel 1483, confermate nel 1504.
Sebbene l'appartenere agli Orsini l'avesse facilitato nella sua carriera ecclesiastica inizialmente, in un secondo momento a causa dei continui rivolgimenti politici subì numerose difficoltà. Per esempio se papa Sisto IV gli confermò i privilegi spettati all'arcivescovo fiorentino, Alessandro VI lo imprigionò assieme al cugino, il cardinale Giovanni Battista Orsini, quando il pontefice entrò in lotta contro Orsino Orsini, marito della sua amante Giulia Farnese.
Con papa Giulio II Rinaldo non riuscì a ottenere la porpora cardinalizia, a cui ambiva. Amareggiato per essere stato dimenticato, rinunciò alla sede di Firenze nel concistoro del 5 luglio 1508.
Fu nominato arcivescovo in partibus infidelium di Cesarea di Palestina nello stesso anno.